# Higashiyama
Higashiyama (東山, 21 de outubro de 1675 – 16 de janeiro de 1710) foi o 113.º imperador do Japão, na lista tradicional de sucessão.

## Vida
Antes da ascensão ao Trono do Crisântemo, seu nome pessoal (sua imina) era Principe Imperial Tomohito Tomohito foi o 5º filho do imperador Reigen e sua mãe era uma consorte secundária, Matsuki Muneko, do clã Fujiwara, o que a princípio o impediria de ascender ao trono, mas ele foi adotado pela imperatriz Takatsukasa Fusako e que mais tarde adotaria o nome budista de Shinjōsaimon-in.
Em 1652, Tomohito foi proclamado o príncipe herdeiro; e a investidura cerimonial foi realizada pela primeira vez depois de ficar suspensa por mais de 300 anos. E em 2 de maio de 1687, Reigen abdica em favor de seu quinto filho, Higashiyama. Higashiyama reinou de 1687 a 1709. 
No dia 20 de dezembro de 1688 é restaurada a cerimonia do Daijōsai (大 嘗 祭), que não era realizada desde o tempo do Imperador Go-Kashiwabara, nesta cerimonia arroz é oferecido aos deuses para que o imperador recentemente entronado tenha um bom governo.
Inicialmente, o imperador Reigen continuou a governar em nome de Higashiyama como Imperador Aposentado, o que causou muito atrito com o Bakufu. No entanto, o caráter gentil de Higashiyama ajudou a melhorar as relações com o xogunato,a ponto do orçamento imperial ser aumentado, e com isso pode ser feito reparos nos mausoléus imperiais.
Em 1701, ocorreu o incidente de Akō, onde Ōishi Yoshio e mais 46 samurais vingaram a morte de seu antigo mestre Asano Naganori, assassinando Kira Yoshinaka.
Em 1709, o Imperador Nakamikado tornou-se imperador após sua abdicação. Pouco tempo depois, Higashiyama morreu de varíola.

## Filhos
- Príncipe Ichi (1693-94)
- Príncipe Ni (1696-98)
- Príncipe San (1697-1738)
- Princesa Akiko (1700-1756)
- Imperador Nakamikado (14 de Janeiro de 1702 - 10 de Maio de 1737)
- Princesa Tomi (1703-05)
- Príncipe Naohito (1704 - 1753), avô do Imperador Kokaku
- Princesa Kõmyõjyõ'in (1707-07)